# Dugnjevec
Dugnjevec is een plaats in de gemeente Kumrovec in de Kroatische provincie Krapina-Zagorje. De plaats telt 86 inwoners (2001).